# Teke község
Teke község (románul: Comuna Teaca) község Beszterce-Naszód megyében, Romániában. Központja Teke, beosztott falvai Budurló, Kolozsnagyida, Mezőakna, Mezőerked, Szászpéntek.

## Népessége
A 2011-es népszámlálás adatai alapján a község népessége 5329 fő volt.